# Larissa Pimenta
Larissa Pimenta   (Sao Vicente, Sao Paulo, 1 de març de 1999) és una judoka brasilera que competeix en la categoria del pes semi lleuger (actualment -52 kg). Ha participat en 2 Olimpíades, guanyant 2 medalles de bronze en la prova individual i d'equips mixt dels Jocs Olímpics de París. A més, ha guanyat 1 medalla de bronze en els Campionats del Món, 3 medalles (2 d'or) en els Jocs Panamericans i 6 medalles (5 d'or) en el Campionat Panamericà.

## Trajectòria professional
| Jocs Olímpics        | Jocs Olímpics  | Jocs Olímpics | Jocs Olímpics |
| Any                  | Seu            | Posició       | Prova         |
| -------------------- | -------------- | ------------- | ------------- |
| 2020                 | Tòquio         | 1/8 final     | -52 kg        |
| 2020                 | Tòquio         | 7a posició    | Equips mixt   |
| 2024                 | París          | 3             | -52 kg        |
| 2024                 | París          | 3             | Equips mixt   |
| Campionat del Món    |                |               |               |
| 2019                 | Tòquio         | 1/16 final    | -52 kg        |
| 2021                 | Budapest       | 1/8 final     | -52 kg        |
| 2021                 | Budapest       | 3             | Equips mixt   |
| 2022                 | Taixkent       | 7a posició    | -52 kg        |
| 2024                 | Abu Dhabi      | 7a posició    | -52 kg        |
| Jocs Panamericans    |                |               |               |
| 2019                 | Lima           | 1             | -52 kg        |
| 2023                 | Santiago       | 1             | -52 kg        |
| 2023                 | Santiago       | 2             | Equips mixt   |
| Campionat Panamericà |                |               |               |
| 2020                 | Guadalajara    | 3             | -52 kg        |
| 2021                 | Guadalajara    | 1             | -52 kg        |
| 2022                 | Lima           | 1             | -52 kg        |
| 2023                 | Calgary        | 1             | -52 kg        |
| 2024                 | Rio de Janeiro | 1             | -52 kg        |